# Classificatórias de Basquetebol Masculino aos Jogos Olímpicos de 2016
As Classificatórias de Basquetebol Masculino da Olímpiada de Verão de 2016 foi um conjunto de competições de basquetebol de países entre 2014 e 2016 realizada pela Federação Internacional de Basquetebol (FIBA), com um dos objetivos de classificar 12 países aos Jogos Olímpicos de Verão de 2016. Tendo seu primeiro torneio classificatório a Copa do Mundo de Basquetebol Masculino de 2014, na qual o campeão tinha vaga garantida nas Olimpíadas. Ao longo dos dois anos seguintes, vários torneios regionais serviram de qualificação para torneios por continentes, em seguida, torneios intercontinentais para determinar quais equipes participariam dos Jogos Olímpicos de Verão de 2016 no Rio de Janeiro.

## Métodos de Classificação as Olimpíadas

### Qualificação através de Campeonatos Continentais e Copa do Mundo
Um total de 12 equipes participaram das Olimpíadas, com cada continente enviando uma equipe. Existiram 5 torneios continentais que determinaram as equipes classificatórias, com um total de 7 equipes classificadas imediatamente. Cada continente foi alocada com os seguintes conjunto de qualificação:
- FIBA África: 1 equipe (campeã)
- FIBA Américas: 2 equipes (campeã e vice-campeã)
- FIBA Ásia: 1 equipe (campeã)
- FIBA Europa: 2 equipes (campeã e vice-campeã)
- FIBA Oceania: 1 equipe (campeã)

Além disso, o campeão mundial da época, Estados Unidos se classificaram automaticamente ao vencer a Copa do Mundo de Basquetebol Masculino de 2014.
Qualificação por sediar as Olimpíadas
O país sede - Brasil - se classificou após a FIBA votou para permitir que eles se qualificassem como país-sede em uma reunião em Tóquio em agosto de 2015.
Qualificação através do Torneio Pré-Olímpico
As três equipes adicionais serão determinadas no Pré-Olímpico Mundial de Basquetebol Masculino de 2016, com as melhores equipes não qualificadas participando de equipes que não se classificaram imediatamente. Cada continente foi alocada com as seguintes vagas:
- Países Sede: 3 equipes
- FIBA África 3 equipes
- FIBA Américas: 3 equipes
- FIBA Ásia:  3 equipes
- FIBA Europa: 5 equipes
- FIBA Oceania: 1 equipe

Haveria três torneios, com os vencedores de cada torneio ganhando uma vaga para as Olimpíadas. Todas as equipes que participam de campeonatos continentais podem apresentar propostas como países sede. Se a equipe sede já se classificasse imediatamente, a próxima melhor equipe de seu continente seria convidada a participar em seu lugar.

## Classificação as Olimpíadas
As equipes são organizadas por tempo de classificação.
| Time           | Classificação          | Classificação                                                      | Aparições | Aparições | Aparições | Melhor Performance | Ranking da FIBA |
| Time           | Data                   | Como                                                               | Última    | Total     | Seguidas  | Melhor Performance | Ranking da FIBA |
| -------------- | ---------------------- | ------------------------------------------------------------------ | --------- | --------- | --------- | ------------------ | --------------- |
| Estados Unidos | 14 de Setembro de 2014 | Campeões da Copa do Mundo de Basquetebol Masculino de 2014.        | 2012      | 17        | 9º        | 14 Ouros           | 1               |
| Brasil         | 9 de Agosto de 2015    | Sede dos Jogos Olímpicos de Verão de 2016.                         | 2012      | 15        | 2º        | 3 Bronze           | 9               |
| Austrália      | 18 de Agosto 2015      | Campeões do Campeonato Oceânico de Basquetebol de 2015             | 2012      | 14        | 12º       | 4º Colocada        | 11              |
| Nigéria        | 30 de Agosto de 2015   | Campeões do AfroBasket de 2015                                     | 2012      | 2         | 2º        | 10º Colocada       | 25              |
| Venezuela      | 11 de Setembro de 2015 | Campeões da Copa América de Basquetebol Masculino de 2015          | 1992      | 2         | 1º        | 11º Colocada       | 22              |
| Argentina      | 11 de Setembro de 2015 | Finalistas da Copa América de Basquetebol Masculino de 2015        | 2012      | 7         | 4º        | 1 Ouro             | 4               |
| Espanha        | 17 de Setembro de 2015 | Campeões da EuroBasket 2015                                        | 2012      | 12        | 4º        | 3 Prata            | 2               |
| Lituânia       | 18 de Setembro de 2015 | Finalists of EuroBasket 2015                                       | 2012      | 7         | 7º        | 3 Bronze           | 3               |
| China          | 3 Outubro de 2015      | Campeões do FIBA Campeonato Asiático de 2015                       | 2012      | 11        | 1º        | 5º Colocado        | 14              |
| Sérvia         | 9 de Julho de 2016     | Vencedor do Torneio Pré-Olímpico de Basquetebol de 2016 - Belgrado | 2004      | 3         | 1º        | 1 Prata            | 6               |
| Croácia        | 9 de Julho de 2016     | Vencedor do Torneio Pré-Olímpico de Basquetebol de 2016 - Turim    | 2008      | 3         | 1º        | 1 Prata            | 12              |
| França         | 10 de Julho de 2016    | Vencedor do Torneio Pré-Olímpico de Basquetebol de 2016 - Manila   | 2012      | 9         | 2º        | 1 Prata            | 5               |

### Copa do Mundo de Basquetebol Masculino de 2014
Como vencedores da Copa do Mundo de Basquetebol Masculino de 2014, os Estados Unidos se classificaram automaticamente para os Jogos Olímpicos de Verão de 2016, por conta disso, resolveram não participar da Copa América de Basquetebol Masculino de 2015.
| #                                    | Time                 | V – D | Classificação              |
| ------------------------------------ | -------------------- | ----- | -------------------------- |
| 1                                    | Estados Unidos       | 9 – 0 | Classificado as Olimpíadas |
| 2                                    | Sérvia               | 5 – 4 |                            |
| 3                                    | França               | 6 – 3 |                            |
| 4                                    | Lituânia             | 6 – 3 |                            |
| 5                                    | Espanha              | 6 – 1 |                            |
| 6                                    | Brasil               | 5 – 2 |                            |
| 7                                    | Eslovênia            | 5 – 2 |                            |
| 8                                    | Turquia              | 4 – 3 |                            |
| 9                                    | Grécia               | 5 – 1 |                            |
| 10                                   | Croácia              | 3 – 3 |                            |
| 11                                   | Argentina            | 3 – 3 |                            |
| 12                                   | Austrália            | 3 – 3 |                            |
| 13                                   | República Dominicana | 2 – 4 |                            |
| 14                                   | México               | 2 – 4 |                            |
| 15                                   | Nova Zelândia        | 2 – 4 |                            |
| 16                                   | Senegal              | 2 – 4 |                            |
| 17                                   | Angola               | 2 – 3 |                            |
| 18                                   | Ucrânia              | 2 – 3 |                            |
| 19                                   | Porto Rico           | 1 – 4 |                            |
| 20                                   | Irã                  | 1 – 4 |                            |
| 21                                   | Filipinas            | 1 – 4 |                            |
| 22                                   | Finlândia            | 1 – 4 |                            |
| 23                                   | Coréia do Sul        | 0 – 5 |                            |
| 24                                   | Egito                | 0 – 5 |                            |
| Números Retirados de FIBA.Basketball |                      |       |                            |

### AfroBasket de 2015
| #  | Time                      | V – D | Classificação                                  |
| -- | ------------------------- | ----- | ---------------------------------------------- |
| 1  | Nigéria                   | 6 – 1 | Classificado as Olímpiadas                     |
| 2  | Angola                    | 5 – 2 | Classificado ao último Torneio Classificatório |
| 3  | Tunísia                   | 6 – 1 | Classificado ao último Torneio Classificatório |
| 4  | Senegal                   | 5 – 2 | Classificado ao último Torneio Classificatório |
| 5  | Egito                     | 6 – 1 |                                                |
| 6  | Argélia                   | 3 – 4 |                                                |
| 7  | Mali                      | 3 – 4 |                                                |
| 8  | Gabão                     | 1 – 6 |                                                |
| 9  | Camarões                  | 3 – 2 |                                                |
| 10 | Cabo Verde                | 3 – 2 |                                                |
| 11 | Moçambique                | 2 – 3 |                                                |
| 12 | Costa do Marfim           | 2 – 3 |                                                |
| 13 | Marrocos                  | 1 – 4 |                                                |
| 14 | República Centro Africana | 1 – 4 |                                                |
| 15 | Uganda                    | 1 – 4 |                                                |
| 16 | Zimbabwe                  | 0 – 5 |                                                |

### Copa América de Basquetebol Masculino de 20155
| #  | Time                 | V - D | Classificação                                  |
| -- | -------------------- | ----- | ---------------------------------------------- |
| 1  | Venuzuela            | 6 – 4 | Classificado as Olimpíadas                     |
| 2  | Argentina            | 8 – 2 | Classificado as Olimpíadas                     |
| 3  | Canadá               | 8 – 2 | Classificado ao último Torneio Classificatório |
| 4  | México               | 7 – 3 | Classificado ao último Torneio Classificatório |
| 5  | Porto Rico           | 4 – 4 | Classificado ao último Torneio Classificatório |
| 6  | República Dominicana | 2 – 6 |                                                |
| 7  | Panamá               | 2 – 6 |                                                |
| 8  | Uruguai              | 2 – 6 |                                                |
| 9  | Brasil               | 1 – 3 | Classificado como País Sede                    |
| 10 | Cuba                 | 0 – 4 |                                                |

### Campeonato Asiático de Basquetebol Masculino de 2015
| #                                    | Team          | W–L   | Classificação                                                 |
| ------------------------------------ | ------------- | ----- | ------------------------------------------------------------- |
| 1                                    | China         | 9 – 0 | Classificado as Olimpíadas                                    |
| 2                                    | Filipinas     | 7 – 2 | Classificado ao último Torneio Classificatório como País Sede |
| 3                                    | Irã           | 7 – 2 | Classificado ao último Torneio Classificatório                |
| 4                                    | Japão         | 5 – 4 | Classificado ao último Torneio Classificatório                |
| 5                                    | Líbano        | 5 – 4 | Retirado do último Torneio Classificatório                    |
| 6                                    | Coreia do Sul | 5 – 4 |                                                               |
| 7                                    | Catar         | 4 – 5 |                                                               |
| 8                                    | Índia         | 3 – 6 |                                                               |
| 9                                    | Jordânia      | 5 – 3 |                                                               |
| 10                                   | Palestina     | 4 – 4 |                                                               |
| 11                                   | Cazaquistão   | 2 – 6 |                                                               |
| 12                                   | Hong Kong     | 1 – 7 |                                                               |
| 13                                   | Taipé Chinesa | 3 – 2 |                                                               |
| 14                                   | Kuwait        | 1 – 4 |                                                               |
| 15                                   | Singapura     | 1 – 4 |                                                               |
| 16                                   | Malásia       | 0 – 5 |                                                               |
| Números Retirados da FIBA.Basketball |               |       |                                                               |

### EuroBasket de 2015
| #                                    | Team                 | W–L   | Qualification                                                 |
| ------------------------------------ | -------------------- | ----- | ------------------------------------------------------------- |
| 1                                    | Espanha              | 7 – 2 | Classificado as Olimpíadas                                    |
| 2                                    | Lituânia             | 7 – 2 | Classificado as Olimpíadas                                    |
| 3                                    | França               | 8 – 1 | Classificado ao último Torneio Classificatório                |
| 4                                    | Sérvia               | 7 – 2 | Classificado ao último Torneio Classificatório como País Sede |
| 5                                    | Grécia               | 7 – 1 | Classificado ao último Torneio Classificatório                |
| 6                                    | Itália               | 5 – 3 | Classificado ao último Torneio Classificatório como País Sede |
| 7                                    | Chéquia              | 5 – 4 | Classificado ao último Torneio Classificatório                |
| 8                                    | Letónia              | 4 – 5 | Classificado ao último Torneio Classificatório                |
| 9                                    | Croácia              | 3 – 3 | Classificado ao último Torneio Classificatório                |
| 10                                   | Israel               | 3 – 3 |                                                               |
| 11                                   | Polónia              | 3 – 3 |                                                               |
| 12                                   | Eslovênia            | 3 – 3 |                                                               |
| 13                                   | Bélgica              | 3 – 3 |                                                               |
| 14                                   | Turquia              | 3 – 3 | Classificado ao último Torneio Classificatório                |
| 15                                   | Geórgia              | 2 – 4 |                                                               |
| 16                                   | Finlândia            | 2 – 4 |                                                               |
| 17                                   | Rússia               | 1 – 4 |                                                               |
| 18                                   | Alemanha             | 1 – 4 |                                                               |
| 19                                   | Macedônia do Norte   | 1 – 4 |                                                               |
| 20                                   | Estônia              | 1 – 4 |                                                               |
| 21                                   | Países Baixos        | 1 – 4 |                                                               |
| 22                                   | Ucrânia              | 1 – 4 |                                                               |
| 23                                   | Bósnia e Herzegovina | 1 – 4 |                                                               |
| 24                                   | Islândia             | 0 – 5 |                                                               |
| Números Retirados do BetExplorer.com |                      |       |                                                               |

### Campeonato Oceânico de Basquetebol de 2015
| # | Team          | W–L   | Qualification                                  |
| - | ------------- | ----- | ---------------------------------------------- |
| 1 | Austrália     | 2 – 0 | Qualificado as Olimpíadas                      |
| 2 | Nova Zelândia | 0 – 2 | Classificado ao último Torneio Classificatório |

### Torneio Pré-Olímpico de Basquetebol Masculino

#### Escolha das Sedes
Em 12 de novembro de 2015, um dia após o fim do prazo de candidatura, a FIBA anunciou seis candidatos a sede dos torneios classificatórios:
| - República Tcheca (Praga) - Alemanha (Berlim) - Itália (Turim) | - Filipinas (Pasay) - Sérvia (Belgrado) - Turquia (Istambul) |

Após a avaliação de todas as propostas, Filipinas, Itália e Sérvia foram anunciadas como anfitriãs dos três Torneios Pré-Olímpicos de qualificação em 19 de janeiro de 2016.

#### Os Torneios
Em 2016, ocorreram três torneios de qualificação, cada um produzindo uma equipe que se classificaria as olímpiadas. Eles foram realizados de 4 a 10 de julho de 2016 em Turim, Manila e Belgrado. Sérvia, Croácia e França se classificaram para os Jogos Olímpicos de Verão de 2016, a partir do resultado desses torneios. 
Seu formato consistia em 18 seleções nacionais divididas em três torneios de seis times cada, com o time vencedor de cada evento se classificando para as Olimpíadas. O sorteio para as eliminatórias ocorreu na Casa do Basquete em Mies, Suíça, em 26 de janeiro de 2016.  As equipes foram divididas em seis potes, em um sorteio de três partes. A primeira parte determinava em qual dos três torneios classificatórios cada equipe participaria, exceto para os países sede. A segunda parte determinava o agrupamento de cada equipe (Grupo A ou Grupo B) e a terceira parte determinava suas posições de 1 a 3, que seriam utilizadas para determinar as partidas.
| Pote 1                      | Pote 2                       | Pote 3                     | Pote 4                 | Pote 5                  | Pote 6                          |
| --------------------------- | ---------------------------- | -------------------------- | ---------------------- | ----------------------- | ------------------------------- |
| Sérvia (sede) França Grécia | Itália (sede) Chéquia Canadá | Filipinas (sede) Irã Japão | Angola Tunísia Senegal | Letónia Croácia Turquia | México Porto Rico Nova Zelândia |
| Fonte:FIBA                  |                              |                            |                        |                         |                                 |

#### Turim
| # | Time    | V - D | Classificação              |
| - | ------- | ----- | -------------------------- |
| 1 | Croácia | 3 – 1 | Classificada as Olímpiadas |
| 2 | Itália  | 3 – 1 |                            |
| 3 | Grécia  | 2 – 1 |                            |
| 4 | México  | 1 – 2 |                            |
| 5 | Irã     | 0 – 2 |                            |
| 6 | Tunísia | 0 – 2 |                            |

##### Manila
| # | Time          | V – D | Classificação              |
| - | ------------- | ----- | -------------------------- |
| 1 | França        | 4 – 0 | Classificada as Olímpiadas |
| 2 | Canadá        | 3 – 1 |                            |
| 3 | Nova Zelândia | 1 – 2 |                            |
| 4 | Turquia       | 1 – 2 |                            |
| 5 | Senegal       | 0 – 2 |                            |
| 6 | Filipinas     | 0 – 2 |                            |

##### Belgrado
| # | Team       | V – D | Classificação              |
| - | ---------- | ----- | -------------------------- |
| 1 | Sérvia     | 4 – 0 | Classificada as Olímpiadas |
| 2 | Porto Rico | 2 – 2 |                            |
| 3 | Letónia    | 2 – 1 |                            |
| 4 | Chéquia    | 1 – 2 |                            |
| 5 | Angola     | 0 – 2 |                            |
| 6 | Japão      | 0 – 2 |                            |